# Вейсе Бартель
Бартель (Бартош) Ве́йсе (нар. ?, Мюнстерберг — пом. 1543, Львів) — конвісар, з 1521 року ливарник-гарматник. Послідовник майстра Гануша.
Відливав гармати з гербами Львова (1521), Польщі (1526), Литви (1527), прикпашені фризами і рослинним орнаментом. У 1530-х роках організував виробництво у Львівській міській людвісарні. Після пожежі Львова 1527 року разом з К. Фрішем відновлював міську артилерію. Збереглася гармата відлита у 1529 році, яку у 1753 році львівський магістрат продав князю Михайлу Радзивіллу для Несвізького замку.